# Lang Công
Nguyễn Danh Lang (阮名俍) (169 TCN - ?) tên hiệu Lang Công (俍公) là danh tướng nhà Triệu nước Nam Việt, em kết nghĩa của Thừa tướng Lữ Gia.

## Cuộc đời, sự nghiệp
Lang Công chỉ được đề cập trong thần phả, không được sử sách nhắc tới.
Sách Thành Hoàng Việt Nam của Phạm Minh Thảo, Trần Thi An, Bùi Xuân Mỹ - Nhà xuất bản Văn hóa Thông tin 1997 và bản sách ký hiệu: TT-TS FQ 40 18/X11, 11, Viện Thông tin Khoa học Xã hội - Uỷ ban Khoa học Xã hội Việt Nam (Ngọc phả Thần tích do Hàn lâm Đông các Đại học sĩ Nguyễn Bính phụng soạn năm Nhâm Thân - 1572, triều Lê Anh Tông niên hiệu Hồng Phúc nguyên) viết: Thời Triệu Vũ Vương (207-137 TCN) nước Nam Việt, trang Nam Trì có một người tên Nguyễn Tuyên (sách Thành Hoàng Việt Nam của Phạm Minh Thảo, Trần Thi An, Bùi Xuân Mỹ - Nhà xuất bản Văn hóa Thông tin 1997 chép là Nguyễn Nghị), lấy vợ người trang Đoài, xã Thổ Hoàng bên cạnh, tên là Trần Thị Huyền. Tuy chỉ làm ruộng nhưng gia đình khá giả, vợ chồng là người có lòng trung hậu, lương thiện.
Năm Nguyễn công 51 tuổi, bà 42 tuổi vẫn chưa có con trai. Hai vợ chồng cầu đảo Trời Đất, thần linh phù hộ. Một hôm, bà Trần Thị ra sông Kim Ngưu tắm rồi ngủ và mộng thấy từ trên trời một con hổ vàng giáng xuống nằm cạnh bên trái mình. Bà trở về nhà và có mang. Ngày 9/3 năm Nhâm Thân bà sinh hạ được một con trai. Vì chiêm bao thấy hổ nên sau bách nhật đặt tên Danh Lang.
Lớn lên, Danh Lang có tướng mạo kỳ lạ, cao lớn khác thường. Ông kết nghĩa với Bảo Lang tức Lữ Gia. Hai người được nhân dân Nam Trì một lòng kính nể, phục tùng gọi hai ông là Bảo Công, Lang Công.
Bảo Công và Lang Công cùng nhau mộ được 1000 binh sĩ đánh Đào Hoan để trả thù cho cậu của Bảo Lang. Trả thù xong, hai ông trở lại Nam Trì. Oai danh chấn động gần xa nên nhân dân kính nể, thần phục.
Hai năm sau, khi Triệu Vũ đế (Vũ vương Triệu Đà, 197-137 TCN) chết, Triệu Văn đế (Văn vương Triệu Hồ tức Triệu Mạt hay Triệu Muội, con Trọng Thủy) nối ngôi (136-125 TCN) lệnh cho các châu, huyện đề cử người hiền lương phương chính, văn võ toàn tài, học vấn uyên bác ra giúp nước. Bảo Công, Lang Công đều trúng lại được yết kiến nhà vua ứng đối trôi chảy nên ra sắc chỉ phong Bảo Công chức Thị tụng Tham quan (Quân sư) đảm nhiệm việc luyện quân và công văn cho Triều đình; Lang Công chức Điển binh (Cấm quân bảo vệ triều đình).
Năm Văn vương thứ 6, Bảo Công được phong Thừa tướng, Lang Công được phong Đốc lĩnh (chữ Đốc âm cổ là Đại tướng) châu Ái kiêm châu Hoan. Trong thời gian này, Văn vương cùng Bảo Công, Lang Công sắp đặt lại kỷ cương trật tự triều chính, quân thần hiệp đức nên thiên hạ thái bình, nhân dân yên vui, no ấm. Văn vương chết, Triệu Minh Vương nối ngôi. Minh vương trọng đãi, hai họ của hai anh em quý hiển có hơn bốn mươi người làm quan truyền đời.

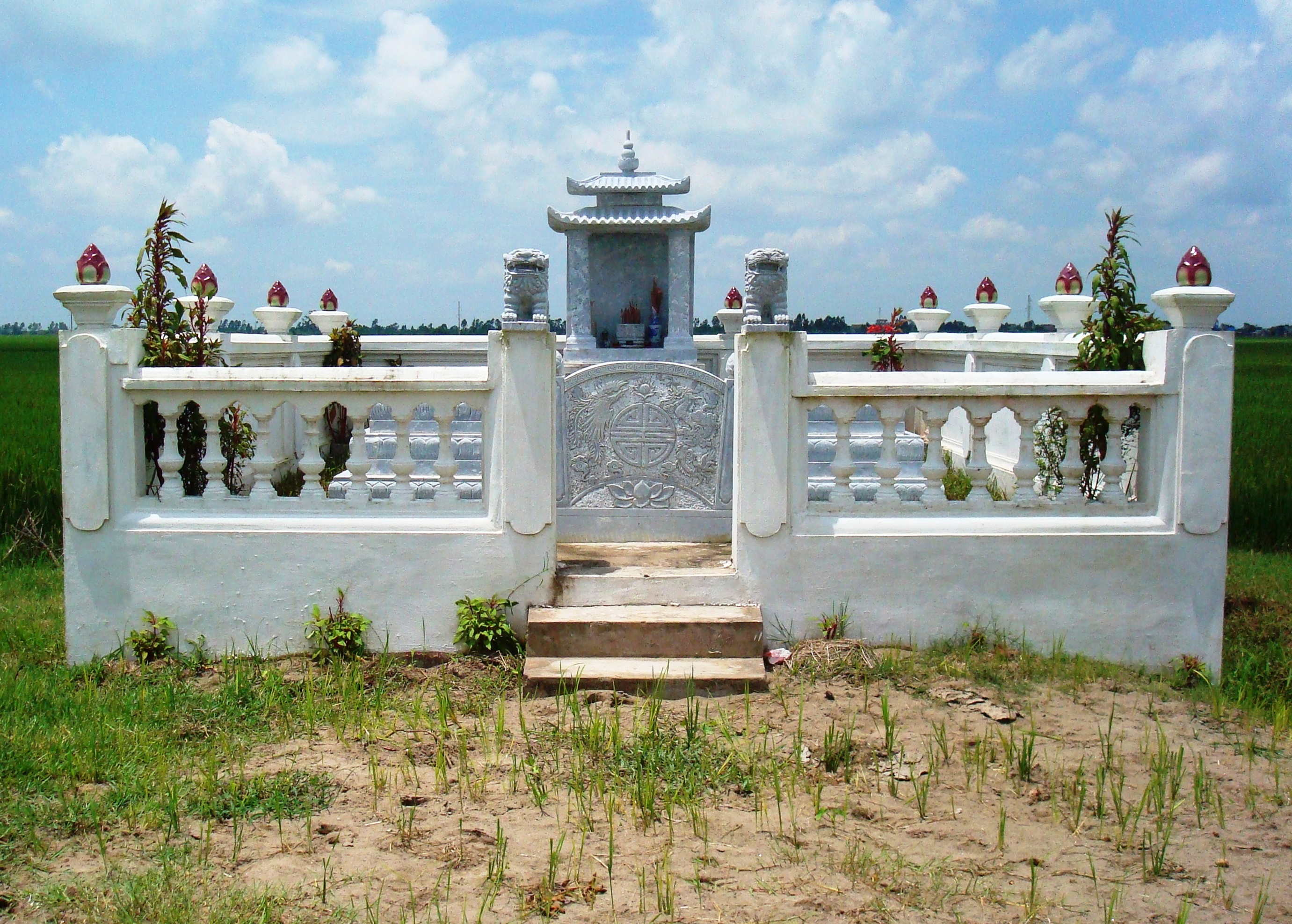
Lăng mộ Tướng Nguyễn Danh Lang, Thừa tướng Lữ Gia ở Nam Trì, Đặng Lễ, Ân Thi, Hưng Yên

## Nhận định
Bản sách TT-TS FQ 40 18/X11, 11, Viện Thông tin Khoa học Xã hội - Uỷ ban Khoa học Xã hội Việt Nam - Ngọc phả Thần tích do Hàn lâm Đông các Đại học sĩ Nguyễn Bính phụng soạn năm Nhâm Thân – 1572 và Sách Thành Hoàng Việt Nam của Phạm Minh Thảo, Trần Thi An, Bùi Xuân Mỹ - Nhà xuất bản Văn hóa Thông tin 1997 đều viết: ...Khi gặp Lữ Gia về lại Nam Trì chiêu mộ quân sĩ ở quán đầu làng, gặp lại Nguyễn Danh Lương thì kết vi bằng hữu, tương ái tương thân, như tâm như phúc, bốn biển gặp nhau như anh em sinh đôi. Hai anh em gặp nhau như tâm Trời đã định, như anh hùng tương ngộ, bẩm sinh tương tề như cùng một gốc, thề nguyện sinh tử cùng nhau. Nguyễn Danh Lang là người học vấn uyên bác, văn võ toàn tài, lúc đầu được phong chức Điển quân tức trông coi việc binh của triều đình. Sau do công sắp đặt lại kỷ cương trật tự triều chính nên năm Văn vương thứ 6, được phong Đốc lĩnh trấn thủ châu Ái kiêm cả Châu Hoan. Cầm quân thủy đến châu Đại Điền hội quân, đánh cho quân Tây Hán thua hơn mười trận....
Đại Việt Sử ký toàn thư có nhắc đến người em Lữ Gia: khi Lữ Gia định nổi dậy chống Triệu Ai vương và Cù hậu bèn lấy quân lính của em dẫn về nhà, (Đại Việt Sử Ký Ngoại Kỷ Toàn Thư: Quyển II - Kỷ Nhà Triệu: Ai vương) nhưng không ghi tên người em đó là gì và chưa có cơ sở khẳng định người đó là tướng Nguyễn Danh Lang.

## Đền thờ, Lăng mộ
Nguyễn Danh Lang về đến Thiên Thi nhận chức Huyện lệnh thì mất. 
Mộ Nguyễn Danh Lang và mộ Lữ Gia bên bờ sông Nam Trì, nay lăng mộ hai ông ở gò Ba Xã, đền thờ ở gò Vườn Soi,Nam Trì. Thời Bắc thuộc các triều đại Đông Hán, Ngô, Tấn, Tống của Trung Hoa đều phong Thần Nguyễn Danh Lang là Trung Lang Tế thế Đại vương. Các triều đại Đinh, Lê, Lý, Trần của Việt Nam cũng sắc phong như vậy. Triều hậu Lê sắc phong là Dũng lược quả đoán và chuẩn cho trang Nam Trì lập đền thờ chính. Sau lại sắc phong thêm là Dực bảo trung hưng.
Sau này, đền này còn thờ cả Thánh địa lý Cao Biền, Thánh địa lý Tả Ao cùng Công chúa Hùng vương Lâu nương (phu nhân của Thừa tướng Lữ Gia) cùng hai vị phu nhân của Cao Biền là Lữ Lương, Lự Lương. Sau Lữ Gia, Nguyễn Danh Lang và Cao Biền được phong Thượng đẳng Phúc thần Dực bảo trung hưng Bản cảnh Thành hoàng Đại vương. Lễ hội tế, rước Thần gọi là Bảo, Lang, Biền.